# Koillismaa

Le Koillismaa sur la carte de Finlande.

Le Koillismaa est un territoire de Finlande, aux contours peu clairement définis. Collée à la frontière russe, dans le nord-est du pays, c'est une zone intermédiaire entre les basses collines du Kainuu et la toundra et la forêt basse de la Laponie.
Au sens administratif, qui réduit strictement le Koillismaa, le nom concerne la subdivision nord-est de la région d'Ostrobotnie du Nord, formée par les municipalités de Kuusamo et Taivalkoski, soit 8 462 km2 et moins de 22 000 habitants.
Si on prend une définition géographique, le territoire correspond à une zone forestière boréale dense, un relief qui s'élève, ponctué par les tunturis les plus méridionaux, et une densité de population très faible. L'élevage des rennes est pratiqué mais très limité dans une forêt aussi dense. Suivant ces critères, on peut y ajouter Pudasjärvi et la municipalité laponne de Posio. Dans ce cas on atteint 35 400 habitants sur 17 869 km2. Salla et Suomussalmi revendiquent parfois également leur appartenance à la région.
L'identité régionale est forte mais la population est jugée insuffisante pour créer une région séparée. Le Kollismaa continue donc à être pour l'essentiel administré depuis Oulu, ce qui fait de l'Ostrobotnie du Nord la région la plus contrastée du pays.

## Municipalités de Koillismaa
- Pudasjärvi
- Taivalkoski
- Kuusamo
- Posio

## Lieux
- Iso-Syöte et Parc national de Syöte
- Parc national du Riisitunturi
- Parc national d'Oulanka
- Ruka
- Kallioniemi, maison d'enfance de Kalle Päätalo